# Køretøj
Et køretøj er et befordringsmiddel med hjul eller bælter til brug på land.
Køretøj drevet ved egen kraft kaldes for et motoriseret køretøj.

## Eksempler på menneskedrevne køretøjer
- Cykel
- Løbehjul
- Rickshaw
- Rulleskøjter
- Skateboard
- Trillebør
- Dræsine
- Kørestol
- Tog
- Tandem

## Eksempler på dyredrevne køretøjer
- Buggy
- Diligence
- Hestevogn
- Quadriga (firspand)